# 민카가시쥐
민카가시쥐(Proechimys mincae)는 가시쥐과에 속하는 남아메리카 설치류이다. 콜롬비아 북부의 시에라 네바다 데 산타 마르타 산맥에서만 알려져 있다.

## 생태
야행성 동물이고 독거 생활을 한다. 먹이는 씨앗과 열매, 식물 잎, 곤충 등이다.

## 분포 및 서식지
콜롬비아 토착종으로 해발 500m 이하에서 서식한다. 자연 서식지는 일차림이다.

## 계통 분류
다음은 땅가시쥐속의 계통 분류이다.
|  | 긴꼬리가시쥐, 짧은꼬리가시쥐, 에콰도르가시쥐 |
|  |                                              |
|  | 퀴비에가시쥐                                 |
|  |                                              |

|  | 가드너가시쥐, 패튼가시쥐 |
|  |                          |
|  | 쿨리나가시쥐             |
|  |                          |

|  | 긴꼬리가시쥐, 짧은꼬리가시쥐, 에콰도르가시쥐 |
|  |                                              |
|  | 퀴비에가시쥐                                 |
|  |                                              |

|  | 가드너가시쥐, 패튼가시쥐 |
|  |                          |
|  | 쿨리나가시쥐             |
|  |                          |